# Alstroemeria pallida
Alstroemeria pallida är en alströmeriaväxtart som beskrevs av Robert Graham. Alstroemeria pallida ingår i släktet alströmerior, och familjen alströmeriaväxter. Inga underarter finns listade i Catalogue of Life.